# Ꝁ
Cette page contient des caractères spéciaux ou non latins. S’ils s’affichent mal (▯, ?, etc.), consultez la page d’aide Unicode.
Ne doit pas être confondu avec le K barré diagonalement (Ꝃ) ni avec la lettre cyrillique ka barré (Ҟ).
Ꝁ (minuscule ꝁ), ou K barré est une lettre additionnelle utilisée dans l’écriture du saanich et qui était utilisée en norrois ou en latin pour indiquer une abréviation. Elle formée d’un K diacrité par une barre inscrite oblique.

## Utilisation
En latin, ‹ ꝁ › a été utilisé comme abréviation de kalendas à la fin du VIIIe siècle, de karte au milieu du XVe siècle, ou encore de kalendae et kaput (caput) ; ‹ Ꝁ › a été utilisé comme abréviation de Kapitulum (Capitulum) au IXe siècle.
Le ꝁ est utilisé comme symbole phonétique, en 1861 par C. A. E. Jessen ou en 1864 par Kristen Jensen Lyngby, pour représenter le χ grec ou ch allemand, c’est-à-dire une consonne fricative vélaire sourde [x] ou une consonne fricative palatale sourde [ç],.
Le ꝁ a été utilisé par Karl Hermann Berendt (en) notamment dans Berendt 1869 pour l’écriture des langues mayas,.

### K barre médiane
Fernando Araujo a utilisé le K barre médiane (majuscule et minuscule) dans son alphabet phonétique utilisé dans une description de la phonétique castillane de 1894, tout comme d’autres lettres barrées : ꞓ et ɍ.
En saanich, qui est écrit quasi uniquement en lettres majuscules, le K barré a sa barre horizontale centré sur la hauteur, traversant tout le glyphe, ressemblant au symbole du kip ‹ ₭ ›.
Le K barre médiane est utilisé en ghomala dans plusieurs manuels scolaires publié dans les années 1970,.

## Représentations informatiques
Le K barré peut être représenté avec les caractères Unicode suivants :
| formes    | représentations | chaînes de caractères | points de code | descriptions                    |
| --------- | --------------- | --------------------- | -------------- | ------------------------------- |
| capitale  | Ꝁ               | Ꝁ                     | U+A740         | lettre majuscule latine k barré |
| minuscule | ꝁ               | ꝁ                     | U+A741         | lettre minuscule latine k barré |